# Demokratiske Alliance (Grækenland)
Den demokratiske alliance (græsk: Δημοκρατική Συμμαχία, ΔΗ.ΣΥ., Dimokratiki Symmachia eller DISY) er et liberalt midterparti i Grækenland. 
DISY blev stiftet den 21. november 2010 af Dora Bakoyannis, der tidligere blandt andet har været udenrigsminister i Grækenland.  Hun forlod det liberalkonservative Nyt demokrati på grund af uenighed om de nødlån, som EU og IMF havde bevilget til Grækenland. Partiets første kongres fandt sted i slutningen af maj 2011.

## Parlamentsvalgene i 2012
I april 2012 havde DISY fire medlemmer fra parlamentet, mens partiet havde syv medlemmer i rådene for de græske  periferier.
Ved valget til det græske parlament den 6. maj 2012 fik partiet 2,55 procent af stemmerne. Dermed nåede partiet ikke over spærregrænsen på tre procent, og mistede sine fire pladser i parlamentet.
Den 21. maj 2012 meddelte DISY, at partiet ville opstille i valgforbund med Nyt demokrati ved valget i juni 2012.

## International placering
Partiet tilhører European Liberal Democrat and Reform Party (ELDR). I slutningen af maj 2011 skiftede DISYs eneste europaparlamentariker (som blev indvalgt på Nyt demokratis mandat) fra Europæisk Folkeparti til Alliancen af liberale og demokrater for Europa (ALDE).

## Fodnoter
1. ↑  Democratic Alliance of Dora Bakoyannis is coming up in full speed Arkiveret 26. juli 2011 hos  Wayback Machine. GR Reporter 21 november 2010.
2. ↑  Foren kræfterne for en stærk pro-europæiske parlamentariske magt Arkiveret 24. maj 2012 hos  Wayback Machine. Partiets hjemmeside (græsk) 21. maj 2012.

## Eksterne links
- Officielt websted Arkiveret 18. juni 2012 hos  Wayback Machine (græsk)